# Перекидання корови

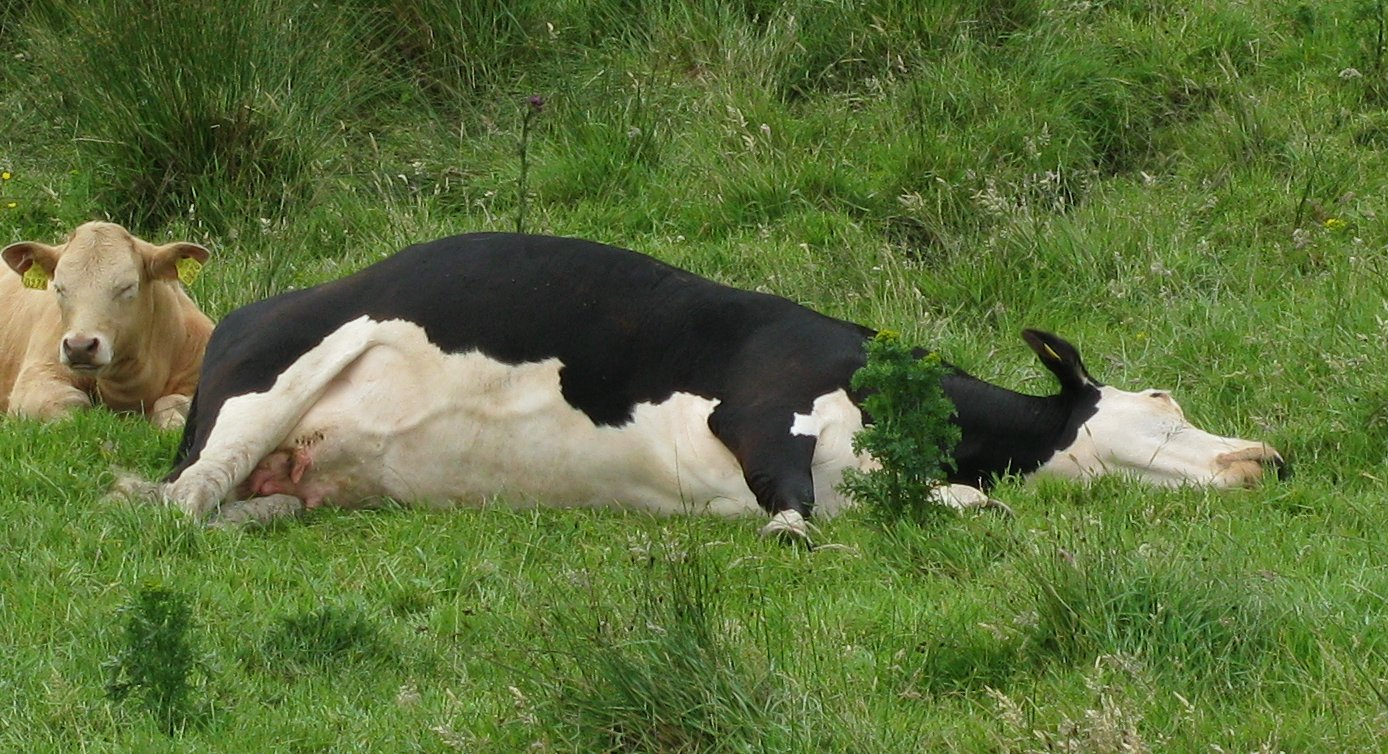
Спляча корова

Перекида́ння коро́ви (англ. cow tipping) — передбачувана жартівлива дія, що полягає в тому, щоб непомітно підкрастися до корови, яка стоїть, і несподівано збити її з ніг сильним поштовхом. Перекидання корів вважають американською міською легендою, а розповіді про це — вигадкою. Твердження, що таким чином розважаються сільські жителі, розглядають як соціальний стереотип. Концепція жарту, мабуть, з'явилася в 1970-ті роки, хоча розповіді про тварин, які не можуть піднятися, якщо падають, мають історичне коріння, що сягає часів Римської імперії.
Корови легко лягають і можуть легко стати на ноги, якщо не хворі і не поранені. Наукові дослідження для визначення теоретичної можливості перекидання корови дали різні результати, однак у всіх установлено, що корови — великі тварини, яких важко застати зненацька, і чинять опір спробам перекидання. Оцінне зусилля для перекидання корови становить від 3 до 4 кН, для його створення знадобиться не менше чотирьох, а за найконсервативнішими оцінками — до чотирнадцяти осіб. У реальних ситуаціях, коли велику рогату худобу доводиться класти на землю або перекидати, наприклад, для таврування, догляду за копитами або ветеринарної допомоги, потрібні або мотузкові пута, або спеціальний механічний пристрій, який утримує корову і потім перекидає її. У поодиноких випадках корова може лягти або впасти поряд із канавою або пагорбом, що знижує її здатність піднятися без сторонньої допомоги. Перекидання корів має безліч згадок у популярній культурі, а також використовується як фігура мови.

## Наукові дослідження

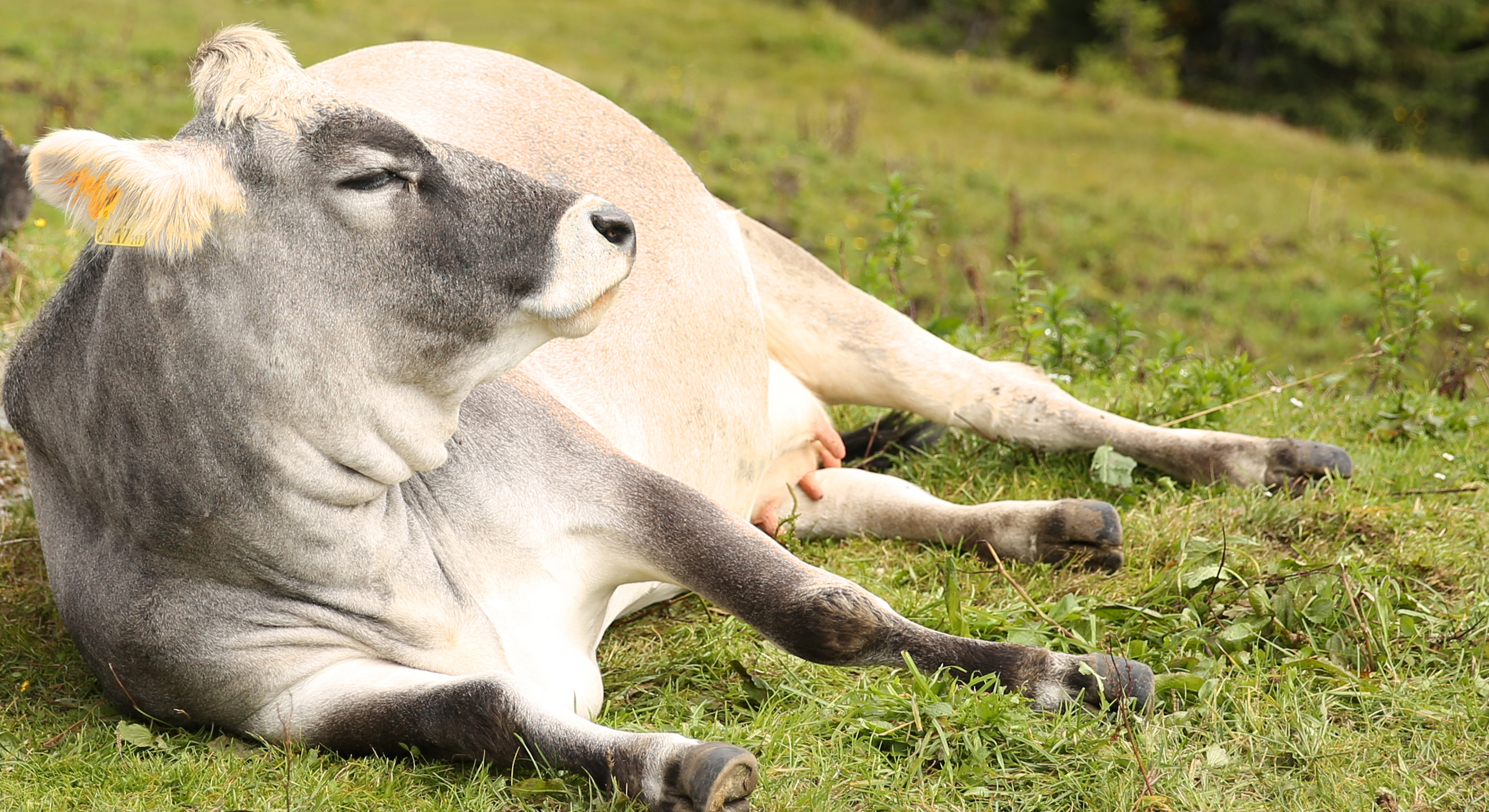
Здорова корова, що лежить на боці, може встати, коли захоче

Міська легенда про перекидання корів ґрунтується на припущенні, що велика рогата худоба повільна, тупа і має погано розвинені ноги, тому не потрібно значного зусилля, щоб збити її з ніг. Деякі варіанти легенди виходять з того, що, оскільки корови сплять стоячи, до них можна підкрастися і легко перекинути без реакції тварини. Однак корова спить чуйним сном і її легко розбудити. Для міцного сну корови лягають. Більш того, численні джерела ставлять під сумнів саму можливість одній людині перекинути корову, оскільки більшість тварин має масу понад 500 кг.
У дослідженні 2005 року, яке провели Марго Ліллі, зоологиня з Університету Британської Колумбії, та її студентка Трейсі Бехлер, зроблено висновок, що для перекидання корови знадобиться сила близько 3 кН, тому одна людина не зможе досягти бажаного результату. Розрахунки показали, що потрібно більше чотирьох осіб, щоб докласти достатню для перекидання корови силу, якщо вважати, що одна людина розвиває зусилля 660 Н. Виходячи з того, що корова може додатково чинити опір, Ліллі і Бехлер припустили, що, найпевніше, знадобиться п'ять або шість осіб. Крім того, велика рогата худоба, маючи відмінний нюх і слух, уважно стежить за довкіллям, і корову дуже складно несподівано штовхнути. Аналіз Ліллі і Бехлер показав, що, якби корова не рухалася, дві людини могли б її перекинути, зрушивши центр ваги за межі площі опори копит до того, як корова зреагувала б. Однак корови не є абсолютно жорсткими і реагують на вплив, а що швидше люди змушені діяти, то меншу силу вони можуть прикласти до корови. Ліллі та Бехлер дійшли висновку про низьку ймовірність того, що корову дійсно можна перекинути в такий спосіб. Ліллі заявила: «На мій погляд, фізика процесу є неможливою».
Біолог Стівен Фогель (англ. Steven Vogel) погодився, що для перекидання корови, яка стоїть, знадобиться сила близько 3 кН, проте вважав, що в дослідженні Ліллі і Беклер переоцінено можливості людини. Використовуючи раніше отримані дані, за якими людина розвиває штовхальну силу 280 Н, Фогель припустив, що на потрібній для перекидання висоті, людина може розвинути зусилля не більше 300 Н. Тоді, щоб перекинути корову, яка не реагує на ці дії, потрібно не менше 10 осіб. Однак ця умова, за словами Фогеля, не є найбільшою перешкодою. Корови, що стоять, не сплять і, як і інші тварини, мають постійно готові до дії рефлекси. «Якщо корова лише трохи розширить площу опори, не зміщуючи центру ваги, знадобиться загальне зусилля близько 4 кН або 14 осіб, яким буде складно розміститися, не розсердивши корови».

## Історичні передумови
Переконання, що деякі тварини не можуть піднятися, якщо їх перекинути, має історичні корені, хоча щодо великої рогатої худоби подібних історій невідомо. Юлій Цезар записав повір'я, що лось не має колінних суглобів і не може встати, якщо впаде. Пліній говорив те саме про задні лапи тварини, яку він називав «особливий вид лосів — ахліс» (сучасні дослідники ототожнюють його з північним оленем, а думку про задні ноги, що не гнуться, відкидають).
1255 року король Франції Людовик IX подарував англійському королю Генріху III слона для звіринця в лондонському Тауері. Малюнок Патризького Матвія для Chronica Majora можна побачити в його бестіарії в Бібліотеці Паркера Коледжу Тіла Христового в Кембриджі. У супровідному тексті цитуються перекази про слонів, згідно з яким ці тварини не мають колін і не можуть устати, якщо впадуть.
Журналіст Джейк Стілгаммер (англ. Jake Steelhammer) вважає, що американська міська легенда про перекидання корів виникла в 1970-х роках. За його словами, наприкінці 1980-х її популяризували такі фільми, як «Смертельний потяг» та «Вайлуватий Томмі», в яких були сцени з перекиданням корів. За його словами, історії про перекидання корів, як правило, не походять від учасників дії, а передаються як розповідь про чужий досвід.

## Ветеринарна та тваринницька практика

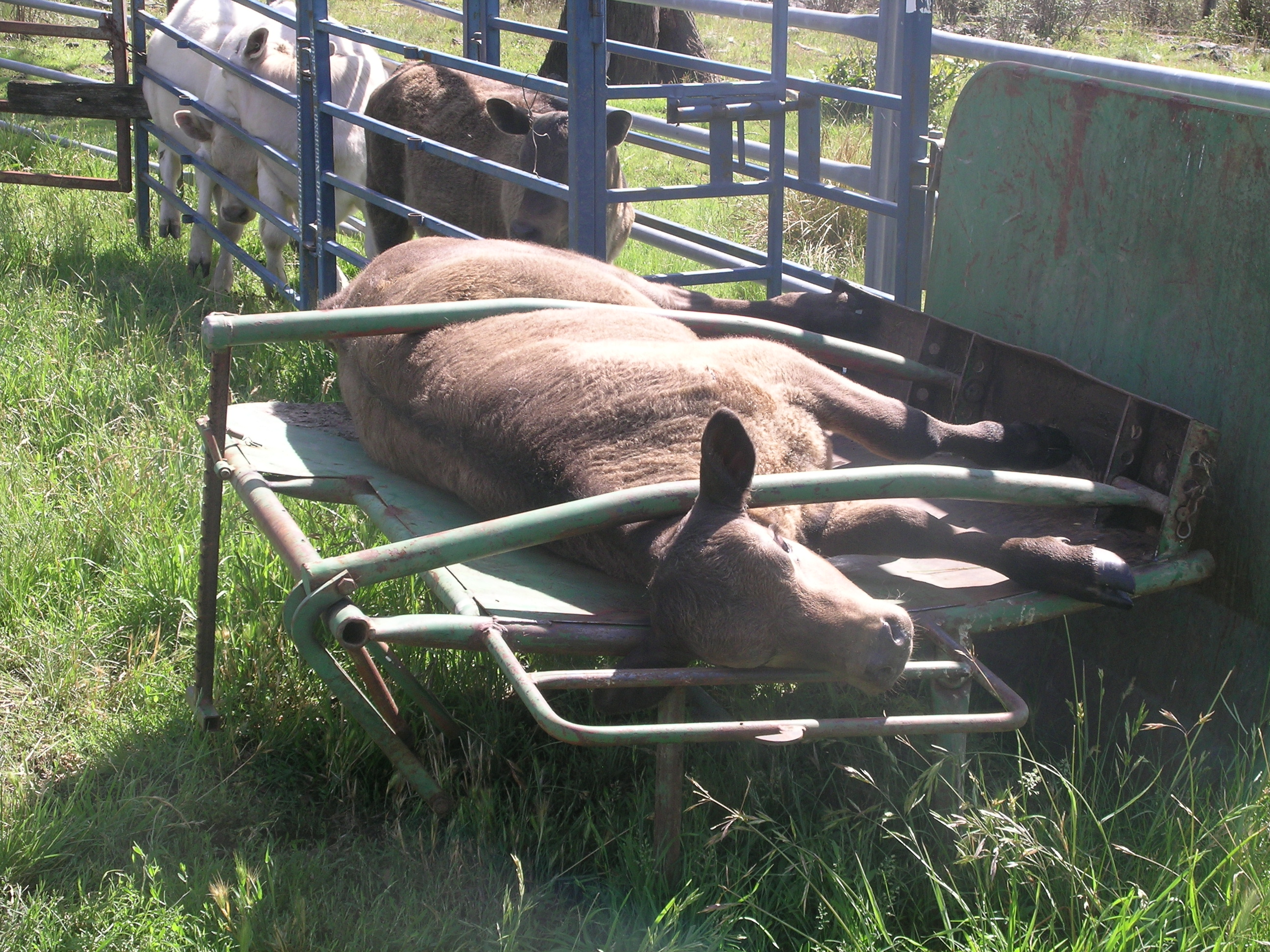
Люлька для теляти, що використовується для таврування в Австралії

Для певних видів господарської діяльності та лікування велику рогату худобу потрібно перекинути або повернути на бік. Вручну це робиться за допомогою мотузки довжиною близько 10-12 м, яка обв'язується навколо тулуба та ніг тварини. Потім ноги стягуються, поки тварина не втрачає рівноваги. Добившись, щоб тварина лягла на груди, можна перекотити її на бік і стягнути ноги, щоб унеможливити удари копитами.
Відносно новим винаходом є механічна люлька для таврування телят. Теля поміщається між двох обмежувачів, затискається і потім перекидається на бік для таврування або кастрації.
Від 1970-х років використовуються гідравлічні столи, що нахиляються, для дорослої худоби. Вони призначені для підймання та перекидання тварини на бік для ветеринарної допомоги, особливо при маніпуляціях на геніталіях або копитах (на відміну від коней, корови в стоячому положенні зазвичай не дозволяють ковалю працювати з копитом). Використовувати такий стіл значно безпечніше і простіше, ніж залізти під корову, причому тварини, що лежать на боці, зазвичай швидко заспокоюються. В описі подібного пристрою, конструкції Західного коледжу ветеринарної медицини в Саскатуні (Саскачеван), як перевагу відзначено «комфорт для корови».

### Природне перекидання
Корови можуть перекинутися випадково. Велика рогата худоба через свій розмір і відносно короткі ноги не може встати, опинившись на спині. Так може статися, якщо корова невдало ляже і перекотиться на спину, піднявши ноги вгору. У такому положенні вона може застрягти та померти, якщо не отримає своєчасної допомоги. Двоє людей можуть перекотити або перевернути корову на інший бік, щоб її ноги вперлися в землю, дозволяючи самостійно піднятися. В одному задокументованому випадку «реального перекидання корови» у Нью-Гемпширі вагітна корова скотилася в яр і залишалася в перевернутому стані, поки її не врятували пожежники-добровольці. Власник корови сказав, що він бачив подібне раніше один чи два рази.

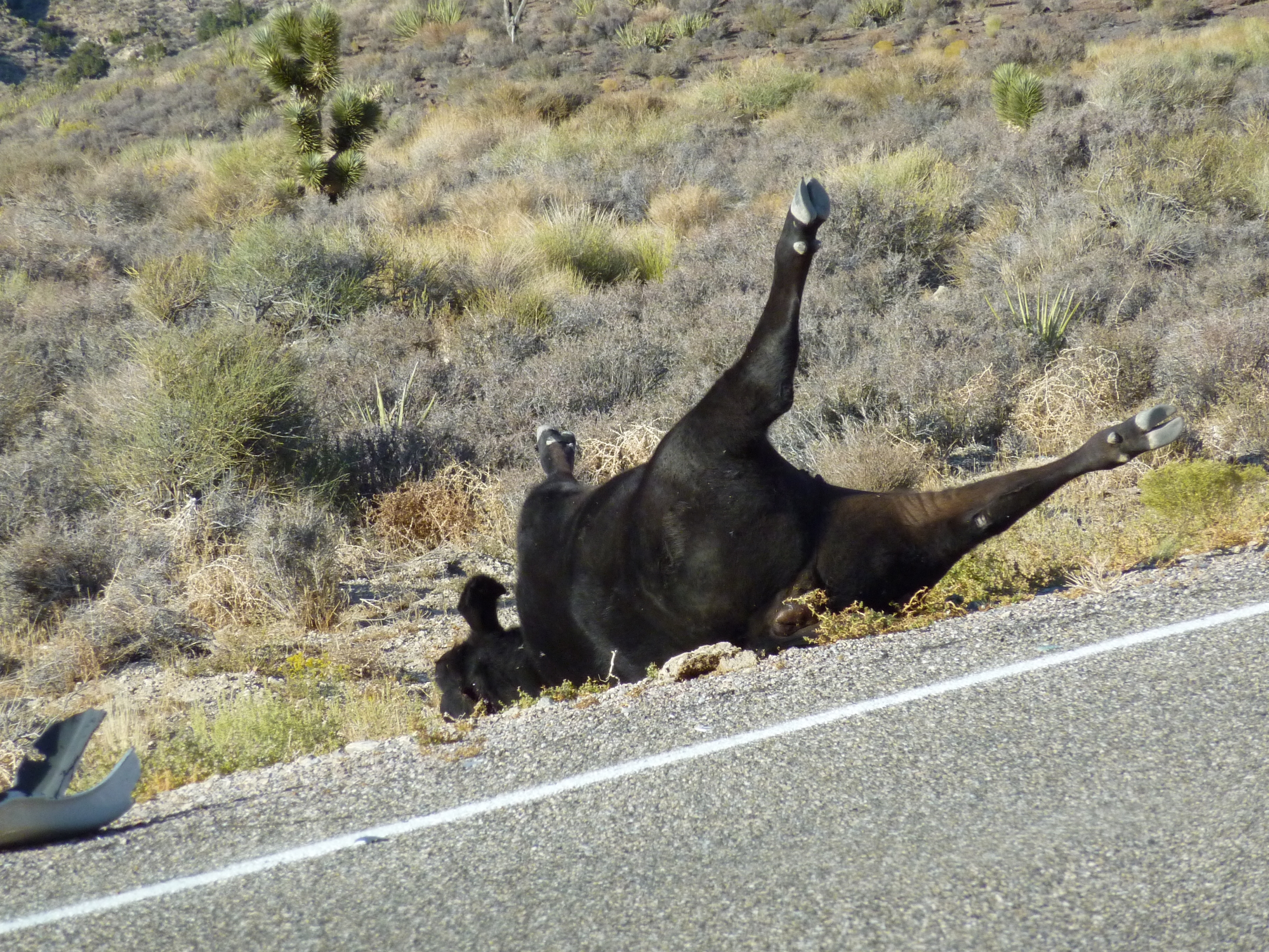
Поєднання здуття живота і трупного задубіння призводить до того, що мертва корова виглядає перекинутою на спину.

Травма або хвороба можуть призвести до того, що корова не зможе піднятися на ноги. Іноді це відбувається внаслідок пошкодження м'язів і нервів при отеленні або таких захворюваннях, як мастит. Причинами можуть бути травми ніг, розриви м'язів або значна інфекція. Хворих корів, які прагнуть лежати, рекомендують піднімати на ноги — у цьому випадку вони мають більше шансів на одужання. Лежачі корови виживали з медичною допомогою після 14 днів лежання і зрештою вставали на ноги. Складові медичної допомоги лежачій корові — перекочування з одного боку на інший кожні три години, обережне та часте годування невеликими порціями та доступ до чистої води.

### Смерть
Мертва худоба може здаватися перекинутою, але насправді характерний вигляд є результатом трупного задубіння, за якого м'язи стають жорсткими. Процес починається через 6—8 годин після смерті і триває протягом одного-двох днів. Його прояв особливо помітний на кінцівках, які стирчать прямо. Через газоутворення всередині тіла відбувається здуття живота, як наслідок, туша тварини може опинитися на спині з ногами, що стирчать вгору.

## У популярній культурі

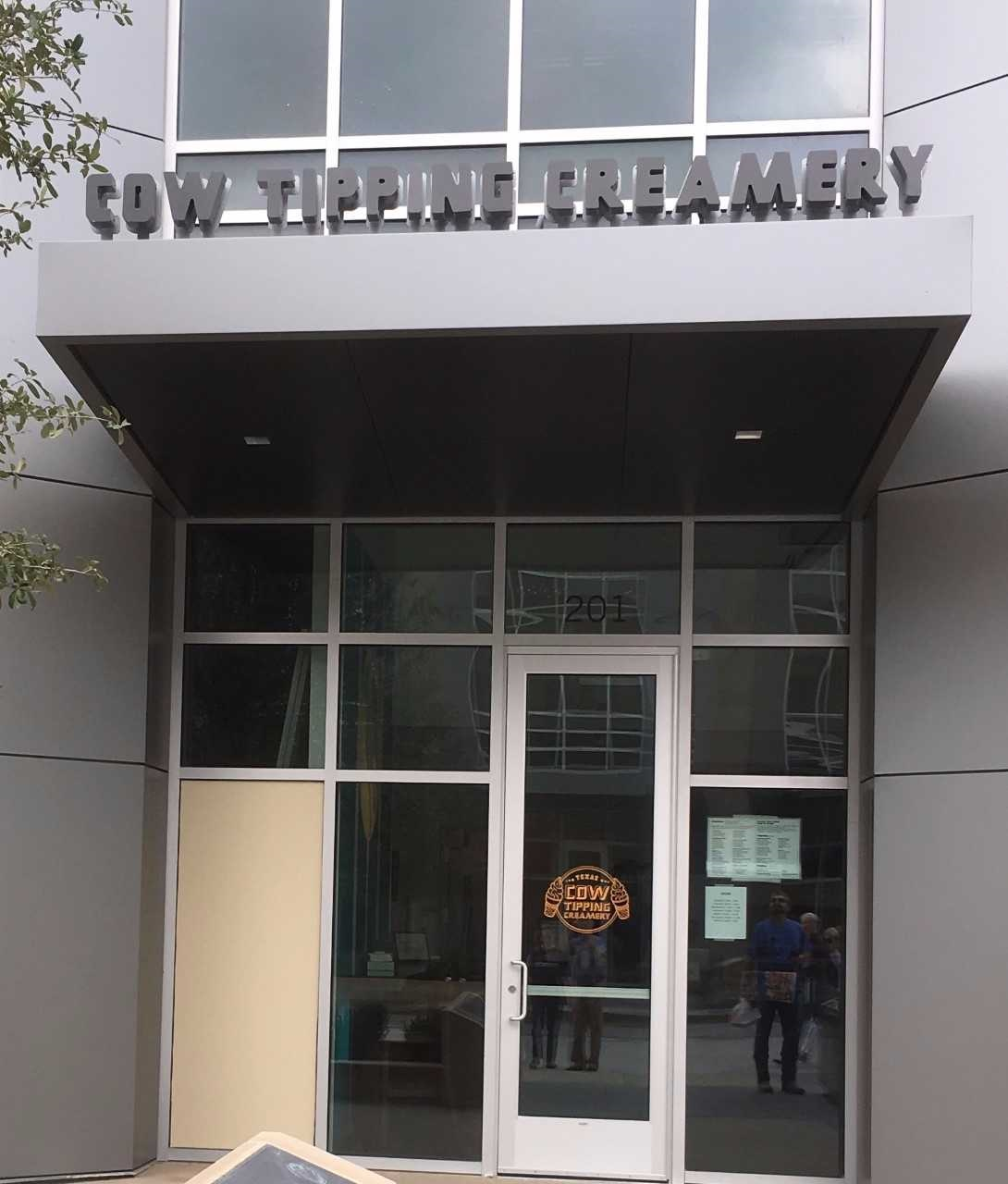
Cow Tipping Creamery у Фриско, Техас

Багато людей стверджували, що перекидали корів, часто у стані алкогольного сп'яніння. Ці вислови не мають надійного підтвердження, причому Джейк Свірінген (англ. Jake Steelhammer[уточнити]) з Modern Farmer 2013 року зазначив, що YouTube, популярне джерело відеороликів про трюки та жарти, «не може надати жодного реального відео з перекиданням корови»[джерело?].
Перекидання корів (або спроби перекидання) показано у таких фільмах 1980-х років і далі, як «Смертельний потяг» (1988), «Вайлуватий Томмі» (1995), «Роги і копита» (2006) та «Ніч із Бет Купер» (2009). У мультфільмі «Тачки» (2006) замість сплячих корів перекидають трактори.
У телесеріалі «Теорія великого вибуху» розповіді про перекидання корів використовують як спосіб розкрити сільське походження Пенні.

### Метафора
Термін «перекидання корови» іноді використовують як фігуру мови в сенсі перекидання, спростування чогось великого, важливого. У книзі  «Перекидання гігантської корови дикунами» (англ. Giant Cow-Tipping by Savages) автор Джон Вейр Клоуз (англ. John Weir Close) використовує цей термін для опису сучасних злиттів та поглинань. Фразу  «перекидання священних корів» (англ. tipping sacred cows) використовували як метафору в назвах книг про християнство та управління бізнесом.